# Флюїд
Флюї́д, плин — загальний термін для позначення речовини, яка пластично деформується в часі (тече) під напруженням зсуву. Ця властивість називається плинністю. Поняття флюїду охоплює гази, рідини, плазму і до певної міри пластичні тверді тіла.
Властивості флюїдів вивчають такі області фізики як гідроаеромеханіка, гідромеханіка, гідродинаміка і гідростатика.

## Неоднорідність флюїдів
Неоднорідність флюїдів — мінливість властивостей нафти, води і газу (густини, в’язкості, поверхневого натягу і ін.), а також нафтогазоводонасиченості по розрізу і площі покладу, що зумовлена особливостями будови пластів-колекторів та умовами формування покладів і повинна враховуватися при вирішенні задач видобування нафти і газу.